# 3M-22 Cirkon
3M-22 Cirkon (rusko 3M22 Циркон – cirkon) je hiperzvočna protiladijska manevrirna raketa v razvoju za Rusko vojno mornarico. Je prva hiperzvočna protiladijska raketa na svetu in naj bi vstopila v uporabo leta 2022 na fregati Admiral Golovko ter leta 2023 na težki jedrski raketni križarki Admiral Nahimov. Spada med šest revolucionarnih orožij, ki jih je ruski predsednik Vladimir Putin predstavil v nagovoru dume 1. marca 2018.

## Razvoj in preizkušanje
Raketo 3M-22 Cirkon je razvilo Znanstveno-proizvajalno združenje strojegradnje iz Reutova. Med preizkušanjem je dosegla hitrost nad 8 Mach, višino poleta 28 km in razdaljo okrog 500 km. Največja hitrost naj bi bila 9 Mach, največji doseg pa 1000 km. Ob izstrelitvi naj bi raketo na nadzvočno hitrost pospešil trdogorivni potisnik, hiperzvočno hitrost pa naj bi raketa dosegla s potisno cevjo z nadzvočnim zgorevanjem na tekoče gorivo decilin.
Prototipi rakete so bili preizkusno izstreljeni z bombnika Tu-22M v letih 2012 in 2013. Sledile so izstrelitve s kopnega v letih 2015–2017. Januarja, oktobra, novembra in decembra 2020 ter julija 2021 je bilo izvedenih pet poskusnih izstrelitev s fregate Admiral Gorškov razreda Admiral Gorškov, ki so bile uspešne in nato se je tovarniško preizkušanje z ladij zaključilo. 4. oktobra 2021 sta bili izvedeni prvi dve poskusni izstrelitvi z jurišne jedrske podmornice Severodvinsk razreda Jasen, s površine in iz potopljenega položaja. Izstrelitvi sta bili izvedeni iz Belega v Barentsovo morje in sta bili uspešni. Državno preizkušanje rakete 3M-22 Cirkon bo potekalo med koncem leta 2021 in sredino leta 2022, nato pa bo sprejeta v uporabo.
Na vojnih ladjah in podmornicah bodo rakete 3M-22 Cirkon nameščene v izstrelilnih sistemih 3K-22.

## Uporaba
Rusija je 3M-22 večkrat uporabila v ruski invaziji na Ukrajino za napade na zemeljske tarče. Prva uporaba je bila zabeležena v napadu na Kijev 7. februarja 2024. 25. marca 2024 sta dve 3M-22 bili izstreljeni iz okupiranega Krima na Kijev, kjer sta po trditvah Ukrajine bili obe prestrezeni. Kot dokaz so predložili fotografije večjih ostankov rakete.